# Rayo Vallecano
Rayo Vallecano de Madrid är en spansk fotbollsklubb från Madrids sydöstra område Vallecas. Klubben bildades den 29 maj 1924 som Agrupación Deportiva El Rayo, men bytte namn till Agrupación Deportiva Rayo Vallecano den 13 november 1947.
Under 1980-talet och 1990-talet pendlade klubben mellan första- och andradivisionen. År 1991 köpte affärsmannen José Maria Ruiz-Mateos upp de flesta aktierna i klubben och blev klubbpresident, under en ekonomisk kris, och 1994 tog hans hustru Teresa Rivero över – som därmed blev den första kvinnliga presidenten i Primera División. Då bytte också klubben namn till sitt nuvarande, därmed byttes också bokstäverna på klubbmärket från ADRV (Agrupación Deportiva Rayo Vallecano) till RVM (Rayo Vallecano de Madrid). Teresa Rivero var klubbpresident fram till 2011, och efterträddes av närvarande president Raúl Martín Presa. Klubbens hemmaarena framgår under namnet Campo de Fútbol de Vallecas.
I samband med klubbens 75-årsjubileum 1999/2000 och spel i den högsta ligan fick laget en plats i kvalet till UEFA-cupen 2000/2001 efter att ha blivit vald av UEFA som ett fair play-lag. Rayo tog sig därefter till gruppspelet, och nådde kvartsfinal vilket ses som klubbens största merit.

## Supportrar
Stadsdelen var under Francos år som diktator känt som ett område där motståndet mot fascismen var stort. Bukaneros som är lagets mest fanatiska fans, är uttalade antifascister, antikapitalister och antirasister.
Det spanska punkbandet Ska-P släppte 1994 en hyllningslåt till Rayo Vallecano som heter "Como un Rayo", på svenska "Som en blixt". Låten handlar om "stoltheten att komma ifrån Vallecas samt att inte ha Romário eller pengar nog att värva kända spelare".

## Kända spelare
Se också Spelare i Rayo Vallecano.
- Elvir Bolić
- Kasey Keller
- Hernán Medford
- Radamel Falcao
- Michel
- Álvaro Negredo
- Michu
- Diego Costa
- Hugo Sánchez
- Jorge Valdivia
- Toni Polster